# GSI – Spezialeinheit Göteborg
GSI – Spezialeinheit Göteborg ist eine schwedische Kriminalfilmreihe, die vom ZDF mitproduziert wurde und zwischen 2009 und 2015 ausgestrahlt wurde. Im schwedischen Original wurden die Filme unter der Bezeichnung Johan Falk veröffentlicht, benannt nach der Hauptfigur, einem von Jakob Eklund gespielten schwedischen Polizisten. Die Reihe schließt an die zwischen 1999 und 2003 veröffentlichte Trilogie der Filme Zero Tolerance – Zeugen in Angst, Executive Protection – Die Bombe tickt und The Third Wave – Die Verschwörung an, in der Eklund dieselbe Rolle bereits gespielt hatte. Neben Eklund spielt Joel Kinnaman als V-Mann Frank Wagner eine weitere tragende Rolle.
Thematisiert wird Falks Arbeit für die Spezialeinheit GSI, die mit Hilfe von V-Männern direkt im Verbrechermilieu ermittelt, um schwere Straftaten aufzuklären und das organisierte Verbrechen zu bekämpfen. Die ersten beiden Staffeln enthalten je sechs Folgen in Spielfilmlänge. Die dritte und letzte Staffel trägt im deutschsprachigen Raum den Titel Johan Falk – GSI Göteborg. Sie umfasst nur fünf Folgen und wurde ohne die Beteiligung Kinnamans gedreht. Die Serie hat in Schweden eine Altersfreigabe ab 15, in Deutschland sind die meisten Folgen ab 16 Jahren.

## Rahmenhandlung
Hauptfigur der Serie ist Johan Falk, der nach den Vorfällen der Filmtrilogie von 1999/2001 von einem fünfjährigen Einsatz bei Europol in Den Haag in seine schwedische Heimatstadt Göteborg zurückkehrt. In der erfolgreichen Spezialeinheit GSI geht er gezielt gegen das organisierte Verbrechen vor und arbeitet dabei eng mit Informanten in der Verbrechensszene zusammen.
Nach dem Tod eines Kollegen übernimmt Johan dessen Kontaktmann Frank Wagner, der eine der wichtigsten Quellen der Einheit darstellt. Der aus einer Polizistenfamilie stammende Wagner, eigentlich Besitzer einer Bar, ließ sich als V-Mann anheuern und in eine Göteborger Verbrecherbande einschleusen, zu deren stellvertretendem Leiter er mittlerweile aufsteigen konnte. Im Laufe der Zusammenarbeit entwickelt sich eine Freundschaft zwischen Johan und Frank. Während Frank darauf drängt, ihn endlich aus der Verbrecherszene herauszuholen und ein normales Leben mit seiner Freundin Marie und dem gemeinsamen Kind zu ermöglichen, ist Johan hin- und hergerissen zwischen der enormen Bedeutung Franks als Informationsquelle und seinem freundschaftlichen Verhältnis zum V-Mann. Mit dem Versprechen auf baldige Hilfe drängt er ihn zu immer weitergehenden Hilfen bei den Ermittlungsarbeiten der Sondereinheit.
Wagners Tätigkeit für die Polizei wird in der zweiten Staffel wegen des unzureichenden Quellenschutzes der Polizei durch einen Mafiaanwalt aufgedeckt. Wagner muss fliehen und seine Familie vor der Rache seiner Gangkollegen und Verbrecher-Kontakte beschützen. Die Polizeibehörde weigert sich jedoch, Wagner zu helfen. Nur mit der Unterstützung Falks und der GSI kann Wagner die Nachstellungen seiner Feinde abwehren, muss allerdings am Ende der zweiten Staffel aus Schweden fliehen.
In der dritten Staffel versucht eine bislang unbekannte russische Verbrecherorganisation Falk zur Zusammenarbeit zu zwingen. Als Druckmittel dienen DNA-Spuren von Falk, die an einer Leiche in Estland hinterlassen wurden. Die GSI versucht mehr über die Organisation herauszufinden, unter anderem mit Hilfe von Frank Wagners ehemaligen Gang-Anführer Seth Rydell (Jens Hultén). Auch Falks Partnerin Helèn versucht über ihren Ex-Mann Örjan, der als Bauunternehmer mit der Organisation zusammengearbeitet hatte, brisante Geschäftsunterlagen in die Hände zu bekommen. Dadurch gerät Falks Familie zunehmend ins Visier der Verbrecher. Die GSI muss außerdem feststellen, dass die Organisation im Polizeiapparat einen Informanten platzieren konnte, der durch seine Hinweise die Arbeit der Spezialeinheit immer wieder empfindlich sabotiert. Die Organisation setzt dabei auf brutalste Mittel, um ihre Enttarnung zu verhindern. Falk beschließt, sich selbst zu opfern, um dadurch seine Familie vor Vergeltungsmaßnahmen zu schützen. Er wird von einem Auftragskiller schwer misshandelt und gefoltert. Dabei kommt er scheinbar zu Tode. Die GSI kann die Organisation enttarnen, wird anschließend jedoch vorläufig aufgelöst. Aus der Endsequenz des Staffelfinales Phönix aus der Asche geht aus einem Zusammentreffen von Rydell und Falks Kollegin Sophie Nordh u. a. durch Rückblenden hervor, dass Falk seinen Tod mit Hilfe Rydells gegenüber den Verbrechern, aber auch gegenüber der Polizei vorgetäuscht hat.

## Hintergrund
| Figur          | Darsteller       | Deutscher Sprecher |
| -------------- | ---------------- | ------------------ |
| Johan Falk     | Jakob Eklund     | Clemens Gerhard    |
| Frank Wagner   | Joel Kinnaman    | Konstantin Graudus |
| Patrik Agrell  | Mikael Tornving  | Stephan Schad      |
| Sophie Nordh   | Meliz Karlge     | Eva Michaelis      |
| Helén          | Marie Richardson | Bettina Redlich    |
| Lasse Karlsson | Henrik Norlén    | Martin Lohmann     |

Die Rolle von Frank Wagner ist an den ehemaligen schwedischen Polizisten Peter Rätz angelehnt, der mehrere Jahre die Hells Angels und Bandidos infiltrierte und heute in einem Zeugenschutzprogramm im Ausland lebt. Kinnaman besuchte ihn vier Tage lang und lernte sein Verhalten kennen, um dieses dann später in der Serie zu verwenden.
Bemerkenswert ist die Kontinuität der Schauspieler. Obwohl sich die Dreharbeiten der Filmtrilogie und der Serie über einen Zeitraum von bald zwanzig Jahren erstrecken, werden wiederkehrende Figuren selbst bei kleinen Nebenrollen von denselben Schauspielern gespielt – neben Johan Falk seine Partnerin Helèn und deren Tochter Nina, die im ersten Film erst zehn Jahre alt ist, Polizisten-Kollegen wie Anja und Peter Kroon und die Polizeipräsidentin Franzén. Auch der Verbrecher Leo Gaut, seine Frau und seine Tochter werden im ersten Film Zero Tolerance – Zeugen in Angst von 1999 und zehn Jahre später in einer Serienfolge der ersten Staffel von denselben Darstellern verkörpert, wobei die Tochter beim ersten Auftritt erst sieben Jahre alt ist. Pernilla und Ralf aus Executive Protection – Die Bombe tickt von 2001 treten vierzehn Jahre später in der zweiten Folge der dritten Staffel auf und werden ebenfalls von denselben Schauspielern dargestellt.
Der erste Film Zero Tolerance – Zeugen in Angst mit Johan Falk beginnt Heiligabend; die letzte Folge der dritten Staffel endet Heiligabend.
Auf manchen Websites wird die Spielfilm-Trilogie als erste Staffel geführt; nach dieser Zählung ergeben sich vier Staffeln.

## Episodenliste

### Staffel 1
In Deutschland erschienen die erste und zweite Folge am 16. September 2010 auf DVD. Die dritte und vierte Folge wurde am 30. September 2010 auf DVD veröffentlicht. Die fünfte und sechste Folge wurde am 14. Oktober 2010 auf DVD veröffentlicht. Am 23. November 2010 erschienen die Folgen eins bis sechs auf Blu-ray (2 BDs in einer Doppelhülle).
| Nr. (ges.) | Nr. (St.) | Deutscher Titel      | Originaltitel                        | Erstausstrahlung Schweden | Deutschsprachige Erstausstrahlung (ZDFneo) | Regie                |
| ---------- | --------- | -------------------- | ------------------------------------ | ------------------------- | ------------------------------------------ | -------------------- |
| 1          | 1         | Zwischen den Fronten | GSI – Gruppen för särskilda insatser | 26. Juni 2009             | 6. Nov. 2009                               | Anders Nilsson       |
| 2          | 2         | Waffenbrüder         | Vapenbröder                          | 3. Juli 2009              | 13. Nov. 2009                              | Anders Nilsson       |
| 3          | 3         | Im Fadenkreuz        | National Target                      | 10. Juli 2009             | 20. Nov. 2009                              | Richard Holm         |
| 4          | 4         | Blutige Fehde        | Leo Gaut                             | 17. Juli 2009             | 27. Nov. 2009                              | Richard Holm         |
| 5          | 5         | Riskantes Spiel      | Operation Näktergal                  | 24. Juli 2009             | 4. Dez. 2009                               | Daniel Lind Lagerlöf |
| 6          | 6         | Explosiv             | De fredlösa                          | 31. Juli 2009             | 11. Dez. 2009                              | Daniel Lind Lagerlöf |

### Staffel 2
Die zweite Staffel erschien am 2. November 2012 auf DVD und Blu-ray-Disk.
| Nr. (ges.) | Nr. (St.) | Deutscher Titel     | Originaltitel         | Erstausstrahlung Schweden | Deutschsprachige Erstausstrahlung (ZDFneo) | Regie                |
| ---------- | --------- | ------------------- | --------------------- | ------------------------- | ------------------------------------------ | -------------------- |
| 7          | 1         | Weißes Gold         | Spelets regler        | 26. Sep. 2012             | 14. Sep. 2012                              | Charlotte Brändström |
| 8          | 2         | Rache der Löwen     | De 107 patrioterna    | 10. Okt. 2012             | 21. Sep. 2012                              | Anders Nilsson       |
| 9          | 3         | Ein perfekter Plan  | Alla råns moder       | 24. Okt. 2012             | 28. Sep. 2012                              | Anders Nilsson       |
| 10         | 4         | Gegen die Zeit      | Organizatsija Karayan | 7. Nov. 2012              | 5. Okt. 2012                               | Richard Holm         |
| 11         | 5         | Frage des Gewissens | Barninfiltratören     | 21. Nov. 2012             | 12. Okt. 2012                              | Richard Holm         |
| 12         | 6         | Unter Beschuss      | Kodnamn Lisa          | 8. Feb. 2013              | 19. Okt. 2012                              | Charlotte Brändström |

### Staffel 3
Die dritte Staffel erschien am 2. Juni 2017 auf DVD und Blu-ray-Disk.
| Nr. (ges.) | Nr. (St.) | Deutscher Titel      | Originaltitel    | Erstausstrahlung Schweden | Deutschsprachige Erstausstrahlung (ZDFneo) | Regie          |
| ---------- | --------- | -------------------- | ---------------- | ------------------------- | ------------------------------------------ | -------------- |
| 13         | 1         | Feuersturm           | Ur askan i elden | 18. Juni 2015             | 19. Nov. 2016                              | Richard Holm   |
| 14         | 2         | Stiller Krieg        | Tyst diplomati   | 25. Juni 2015             | 26. Nov. 2016                              | Peter Lindmark |
| 15         | 3         | Blutige Diamanten    | Blodsdiamanter   | 9. Juli 2015              | 3. Dez. 2016                               | Peter Lindmark |
| 16         | 4         | Tödliche Falle       | Lockdown         | 23. Juli 2015             | 10. Dez. 2016                              | Richard Holm   |
| 17         | 5         | Phönix aus der Asche | Slutet           | 6. Aug. 2015              | 17. Dez. 2016                              | Richard Holm   |